# 安东尼娅 (足球运动员)
安东尼娅·龙尼克莱德·达科斯塔·席尔瓦（葡萄牙語：Antônia Ronnycleide da Costa Silva，1994年4月26日—），通常简称安东尼娅，生于保杜斯费鲁斯，巴西女子足球运动员。她曾代表巴西国家队参加2024年夏季奥林匹克运动会女子足球比赛，获得一枚银牌。